# Fidalgo (título)
Fidalgo (pronunciación en portugués: /fiˈðaɫɣu/), del gallego fillo de algo y del portugués filho de algo—equivalente a un noble, pero a veces traducido literalmente como «hijo de alguien» o «hijo de algo (alguna familia importante)»—es un título tradicional de nobleza portuguesa que se refiere a un miembro de la nobleza con o sin título. El fidalgo es en algunos sentidos comparable al gentilhomme francés (la palabra también implica la nobleza por nacimiento o cargo) y al nobile italiano. El título se abolió tras el derrocamiento de la monarquía en 1910. Es también un apellido.

## Orígenes y etimología
La palabra tiene las mismas raíces etimológicas e históricas que su cognado en el español, hidalgo. El «algo» en la expresión denota específicamente «riquezas» y por tanto era sinónima originalmente de la expresión rico homem (literalmente, «un hombre rico»).
En contra de lo que pueda suponerse, la palabra portuguesa fidalgo (‘filho de algo’) no significa lo mismo que la castellana hidalgo (‘hijo de algo’). En Castilla, el hidalgo era un grado menor de la nobleza. Por el contrario, en Portugal la fidalguía se mantuvo como un grado superior de la aristocracia lusa, siendo solo superados en nobleza distinta o principal por los fidalgos seleccionados por la Casa Real para disfrutar de los títulos portugueses de consejeros de su majestad fidelísima y los ministros de Estado.
Al menos hasta el reinado de Afonso III (1248-1279), que completó la reconquista del Algarve, la nobleza no estaba diferenciada como lo estaría posteriormente. Todos los nobles, que eran los grandes latifundistas, eran llamados simplemente con dos sinónimos, fidalgo y ricos homens. Originalmente, rico homem se refería a las funciones administrativas encomendadas a un noble y fidalgo a la condición hereditaria de nobleza (en un lenguaje más antiguo, «la nobleza de sangre»). Por debajo de los ricos homens había una categoría descendente de sus vasallos: los infanções, los caballeros (cavaleiros) y los escuderos (escudeiros).
Rico homem y fidalgo alcanzaron sus significados actuales durante el reinado de Juan I (1385-1433). Amplios segmentos de la nobleza no se pusieron del lado de Juan I en la crisis de 1383-1385 y en la posterior guerra con Castilla; perdieron sus tierras después de que el nuevo rey asegurara su reclamo al trono y fueron reemplazados por una nueva nobleza, elevada desde familias anteriormente no nobles y modelada según el sistema inglés. El término fidalgo llegó a aplicarse a una categoría análoga al «gentleman» inglés.
Para principios del siglo XV, el término infanção cayó en desuso y «caballero» pasó a significar todos los que estaban por debajo de los ricos homens. Fidalgo comenzó a ser enfatizado porque, en su sentido de alguien que había heredado la nobleza, diferenciaba a los caballeros más antiguos de la creciente burguesía que seguía accediendo a la caballería a través de los logros al servicio del Estado.

## Desarrollo
Entre los fidalgos portugueses, algunos habían sido nombrados directamente por la Casa Real desde Dom Afonso V. Se trataba de sus criados y servidores directos, aunque también los había de otras grandes casas, como la de Braganza, Vila Real, Caminha, etc. El rey establecía grados de distinción y de valor de pago de tenencia, por escrito, costumbre imitada por la borgoñesa Casa Ducal de Braganza para con sus fidalgos antes de subir al trono en 1640.
Más tarde, la costumbre estableció la diferencia entre los fidalgos de servicio efectivo en la Corte, juntos a los reyes, llamados fidalgo com exercício, y todos los otros que apenas recibían los honores y las tenencias, sin poder entrar libremente en el Paço (Palácio Real, pero solo cuando el rey de Portugal estaba allí. Cuando viajaba, cualquier casa donde durmiese el rey era o Paço)
Por orden de importancia, los grados entre los Fidalgos da Casa Real, imitados por las otras grandes casas, eran los de Fidalgo Cavaleiro da Casa Real, Fidalgo Escudeiro da Casa Real, y Moço Fidalgo da Casa Real, entre los de primera clase. Los de la segunda categoría eran llamados Cavaleiro Fidalgo da Casa Real, Escudeiro Fidalgo da Casa Real, e Moço da Câmara. Fuera de la Casa Real, estaban también los Fidalgos de Solar Conhecido, con privilegios jurídicos propios, con derecho al uso exclusivo del escudo de su jefia ou jefias familiares, puesto que eran también considerados legalmente jefes de un linaje noble, y su casa era el solar o la sede de esos linajes; por su parte, los Fidalgos de Cota de Armas, eran la puerta de entrada para la fidalguia por decreto real, y tenían derecho a recibir un escudo de armas para uso personal, pudiéndolo transmitir a toda su descendencia.
En la fidalguia generalmente se entraba por los grados inferiores de la orden a la que ya pertenecían los padres o abuelos del nuevo fidalgo, y se subía gradualmente, aunque a veces se ascendía a un orden superior según los servicios prestados al Rey o a la Corona de Portugal. Algunos extranjeros también eran agraciados con alguno de estos fueros de la Casa Real, o de las Casas Ducales, como forma de pago, de prestigio, o de ascendencia en la corte portuguesa, que estaba totalmente jerarquizada y centralizada desde Dom João II, a mediados del siglo XV.